# DeSagana Diop
DeSagana N'gagne Diop (Dakar, 30 de enero de 1982) es un exjugador y entrenador de baloncesto senegalés que disputó 11 temporadas en la NBA. Con 2,13 metros de altura, jugaba en la posición de pívot. Desde 2022 es entrenador principal de los Westchester Knicks de la G League.

## Carrera

### Instituto
Diop jugó al baloncesto en Oak Hill Academy, promediando 14,6 puntos, 13,2 rebotes y 8 tapones en su temporada sénior, y siendo nombrado el mejor jugador del estado de Virginia por el USA Today tras liderar a Oak Hill a un balance de 33-0.

### Profesional
Fue seleccionado por Cleveland Cavaliers en la octava posición del Draft de la NBA de 2001, jugando 193 partidos en su cuatro primeras temporadas con los Cavs, y promediando 1,6 puntos, 2,6 rebotes y 0,8 tapones en 10,8 minutos de juego. Debido a problemas de salud y lesiones, Diop nunca cumplió en Cleveland con las expectaciones que había sobre él tras su elección en el Draft.
El 19 de agosto de 2005, firmó como agente libre con Dallas Mavericks un contrato de tres años. Aunque algunos aficionados de los Mavericks eran escépticos, su fichaje fue aplaudido generalmente. Se estableció como un defensor incondicional y potente reboteador, ayudando a su equipo a llegar a las Finales de 2006, perdiendo ante Miami Heat en seis partidos. En sus dos primeras temporadas en Dallas, ha promediado en ambas 2,3 puntos y jugando en las dos 81 partidos (18,6 minutos de promedio en la primera, 18,3 en la segunda).  
El 19 de febrero de 2008 fue traspasado a New Jersey Nets junto con Trenton Hassell, Devin Harris, Maurice Ager, Keith Van Horn y las elecciones de primera ronda de los drafts de 2008 y 2010, a cambio de Jason Kidd, Antoine Wright y Malik Allen. Tras jugar el resto de la temporada en los Nets, el 9 de julio de 2008 regresó de nuevo a los Mavericks fichando como agente libre un contrato de 6 años y $32 millones.
Pero tras media temporada en Dallas, en enero de 2008 es traspasado a Charlotte Bobcats a cambio de Matt Carroll y Ryan Hollins.
Al término de su contrato y su quinta temporada en Charlotte, en septiembre de 2013, firma como agente libre con Cleveland Cavaliers. Pero sería cortado el 25 de octubre, antes de comenzar la temporada, y lo que significaría su retirada deportiva con apenas 31 años.

### Entrenador
El 11 de noviembre de 2014, se une al cuerpo técnico de los Texas Legends de la NBA Development League. El 19 de octubre de 2015, promocionó a asistente técnico.
El 3 de octubre de 2016, firma con Utah Jazz como técnico asociado.
El 30 de noviembre de 2020, firma como técnico asistente de los Houston Rockets.
En mayo de 2022, firma como entrenador principal de los Westchester Knicks de la G League.

## Estadísticas de su carrera en la NBA

### Temporada regular
| Año     | Equipo     | PJ  | PT | MPP  | %TC  | %3P  | %TL  | RPP | APP | ROB | TPP | PPP |
| ------- | ---------- | --- | -- | ---- | ---- | ---- | ---- | --- | --- | --- | --- | --- |
| 2001-02 | Cleveland  | 18  | 1  | 6.1  | .414 | .000 | .200 | .9  | .3  | .1  | .6  | 1.4 |
| 2002-03 | Cleveland  | 80  | 1  | 11.8 | .351 | .000 | .367 | 2.7 | .5  | .4  | 1.0 | 1.5 |
| 2003-04 | Cleveland  | 56  | 3  | 13.0 | .388 | .000 | .600 | 3.6 | .6  | .5  | .9  | 2.3 |
| 2004-05 | Cleveland  | 39  | 0  | 7.8  | .290 | .000 | .000 | 1.8 | .4  | .2  | .7  | 1.0 |
| 2005-06 | Dallas     | 81  | 45 | 18.6 | .487 | .500 | .542 | 4.6 | .3  | .5  | 1.8 | 2.3 |
| 2006-07 | Dallas     | 81  | 9  | 18.3 | .470 | .000 | .558 | 5.4 | .4  | .5  | 1.4 | 2.3 |
| 2007-08 | Dallas     | 52  | 18 | 17.2 | .583 | .000 | .600 | 5.2 | .5  | .4  | 1.2 | 3.0 |
| 2007-08 | New Jersey | 27  | 5  | 14.9 | .415 | .000 | .467 | 4.5 | .5  | .2  | .9  | 2.5 |
| 2008-09 | Dallas     | 34  | 0  | 13.3 | .379 | .000 | .414 | 3.5 | .4  | .3  | .7  | 1.6 |
| 2008-09 | Charlotte  | 41  | 1  | 14.2 | .460 | .000 | .270 | 3.8 | .5  | .4  | .8  | 2.8 |
| 2009-10 | Charlotte  | 27  | 0  | 9.7  | .517 | .000 | .222 | 2.4 | .2  | .2  | .5  | 1.2 |
| 2010-11 | Charlotte  | 16  | 0  | 11.3 | .333 | .000 | .364 | 2.5 | .4  | .2  | .9  | 1.3 |
| 2011-12 | Charlotte  | 27  | 9  | 12.0 | .357 | .000 | .167 | 3.1 | .9  | .2  | .5  | 1.1 |
| 2012-13 | Charlotte  | 22  | 1  | 10.3 | .296 | .000 | .000 | 2.3 | .6  | .2  | .7  | .7  |
| Total   | Total      | 601 | 93 | 14.0 | .427 | .167 | .467 | 3.7 | .4  | .4  | 1.0 | 2.0 |

### Playoffs
| Año   | Equipo | PJ | PT | MPP  | %TC  | %3P  | %TL  | RPP | APP | ROB | TPP | PPP |
| ----- | ------ | -- | -- | ---- | ---- | ---- | ---- | --- | --- | --- | --- | --- |
| 2006  | Dallas | 22 | 18 | 18.5 | .615 | .000 | .611 | 5.0 | .1  | .6  | 1.3 | 2.7 |
| 2007  | Dallas | 6  | 3  | 23.3 | .600 | .000 | .429 | 6.8 | .3  | .5  | 1.7 | 3.5 |
| Total | Total  | 28 | 21 | 19.5 | .611 | .000 | .560 | 5.4 | .1  | .6  | 1.4 | 2.9 |

## Vida personal
Su nombre se pronuncia /sa-GAH-na JOP/.
Sabe hablar siete lenguas: árabe, inglés, alemán, persa, francés, wolof y algo de español.
Ha participado en el programa en África de la NBA "Baloncesto Sin Fronteras" a mediados de 2004.
Tiene tres hermanos: Code', Mamadou y N'Doumbe'.